# Ça sert à rien
Ça sert à rien is een lied van de Belgische rapper Bryan Mg en de Nederlandse rapper Emms in samenwerking met de andere leden van de Nederlandse rapformatie Broederliefde. Het werd in 2021 als single uitgebracht en stond in hetzelfde jaar als vierde track op het album Bryan van Bryan Mg.

## Achtergrond
Ça sert à rien is geschreven door Charnett Reemnet, Emerson Akachar, Bryan Mumvudi, Jarmo Lopulissa, Denzel van Gemert en Delaney Alberto en geproduceerd door Zerodix. Het is een nummer dat past in het genre nederhop met effecten uit de dancehall. In het lied rappen en zingen de artiesten deels in het Frans en deels in het Nederlands over een meisje dat enorm afhankelijk is van de liedverteller en waarmee de liedverteller klaar is, omdat hij een druk leven heeft en eigenlijk geen tijd voor haar heeft. De single heeft in Nederland de gouden status.

## Hitnoteringen
De artiesten hadden bescheiden succes met het lied in Nederland. Het kwam tot de 31e plaats van de Single Top 100 in de zes weken dat het in deze hitlijst te vinden was. De Top 40 en haar Tipparade werden niet bereikt.